# Maria de Rudenz
Maria de Rudenz ist eine Oper (Originalbezeichnung: „dramma tragico“) in drei Akten von Gaetano Donizetti. Das Libretto verfasste Salvatore Cammarano. Literarische Grundlage waren die Werke La nonne sanglante von Anicet-Bourgeois, Cuvelier und Maillan sowie The Monk von Matthew Gregory Lewis. Das Werk entstand 1837. Es wurde am 30. Januar 1838 im Teatro La Fenice in Venedig uraufgeführt.

## Handlung
Corrado Waldorf beabsichtigt Matilde di Wolf zu heiraten. Jahre zuvor war er mit ihrer Cousine Maria de Rudenz befreundet, hat diese aber in Italien zurückgelassen, da er sie für untreu hielt. Auch Corrados eifersüchtiger Bruder Enrico liebt Matilde. Plötzlich taucht die tot geglaubte Maria auf und enthüllt, dass Corrado der Sohn eines Mörders sei und daher Matilde nicht heiraten dürfe. Sollte er aber sie, Maria, heiraten, sei sie bereit, die Dokumente seiner Herkunft zu vernichten. Andernfalls würde sie Matilde töten. Corrado weist Maria jedoch zurück und stößt ihr einen Dolch in die Brust. Die Hochzeit zwischen Corrado und Matilde findet statt, der eifersüchtige Enrico verhöhnt Corrado wegen seiner Herkunft, fordert ihn zum Duell und wird dabei getötet. Als Corrado ins Brautgemach zurückkehrt, findet er die blutüberströmte Matilde, die gerade von Maria, die nur schwer verwundet, aber nicht tot war, getötet wurde. Maria reißt sich den Verband von der Wunde und stirbt.

## Werkgeschichte

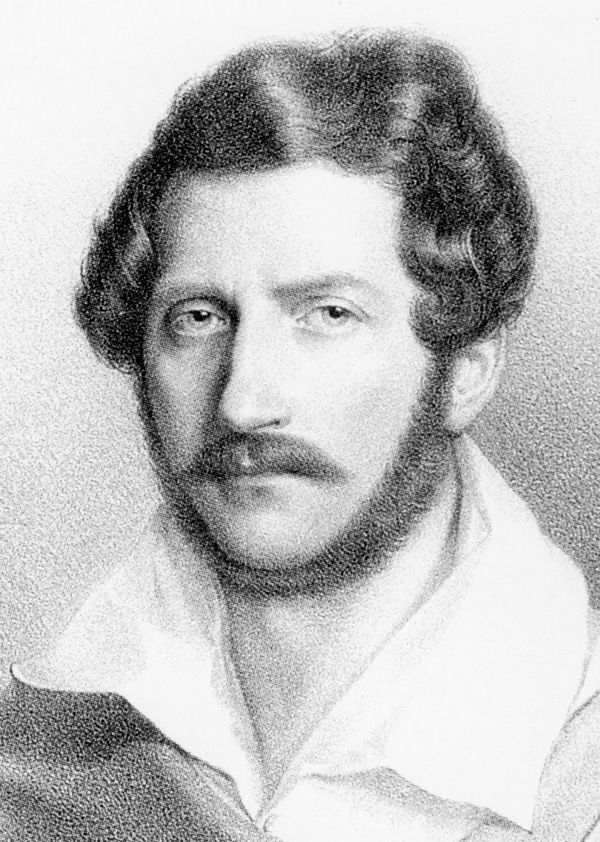
Gaetano Donizetti

### Entstehung
Maria de Rudenz entstand in einer der für Donizetti allerschwierigsten Lebensphasen. Am 30. Juli 1837 war seine 28-jährige Frau Virginia  gestorben, nachdem sie im Monat davor ein drittes Kind kurz nach der Geburt verloren hatte. Für Donizetti brach die Welt zusammen, aber er musste trotzdem Verträge für Opern erfüllen.
Den Vertrag für Maria de Rudenz mit dem Impresario Alessandro Lanari hatte er bereits am 20. Februar 1837 in Venedig unterzeichnet; die Oper sollte zur Wiedereröffnung des am 12. Dezember 1836 abgebrannten Teatro La Fenice fertig sein und Donizetti bekam dafür 10 000 Francs. Das Sujet stand etwa ab Anfang Oktober fest, obwohl Lanari und einer der Leiter des Teatro La Fenice es „zu blutig“ und „eine Schande für das italienische Theater“ fanden.
Aber Donizetti war ohnehin Alles egal, er war durch den Verlust seiner Frau depressiv und schrieb an seinen Schwager Toto: „Für wen arbeite ich? Warum? Ich bin allein auf Erden. Kann ich leben? Und solche Gedanken lassen mich die Arme hängen, lieber Toto! Es bedeutet mir nur noch wenig, ob ich habe oder nicht habe, was ich brauche. Ich bin apathisch. So viele schöne Dinge sind für Oktober geplant, und hier zu Monatsanfang versinke ich in Arbeit, und für wen? Für niemanden.“ Am 21. November schrieb er, die Oper mache Fortschritte, gefalle ihm aber gar nicht, und er rechne damit, dass man ihn „massakrieren“ würde (was dann tatsächlich passierte, siehe unten).
Trotzdem schaffte er es, die Partitur bis Anfang Dezember fertigzustellen, und am Tage seiner Ankunft in Venedig, dem 20. Dezember 1837, wunderte er selbst sich in einem Brief an seinen ehemaligen Lehrer Mayr: „Hier bin ich am Arbeiten. ... und Oh! Musik hat große Macht über mich. Ich wäre tot (ohne sie). Ich weine immer noch wie am ersten Tag.“ In dieser Verfassung kümmerte er sich um die Proben.

### Aufführungsgeschichte
Die Sänger der Uraufführung am 30. Januar 1838 im wiederaufgebauten venezianischen Teatro La Fenice waren Caroline Unger (Maria de Rudenz), Isabella Casali (Matilde di Wolf), Giorgio Ronconi (Corrado Waldorf), Napoleone Moriani (Enrico), Domenico Raffaelli (Rambaldo) und Alessandro Giacchini (Kanzler). Das Bühnenbild stammte von Francesco Bagnara, die Kostüme von Giovanni Guidetti.

Sänger der Uraufführung von 1838
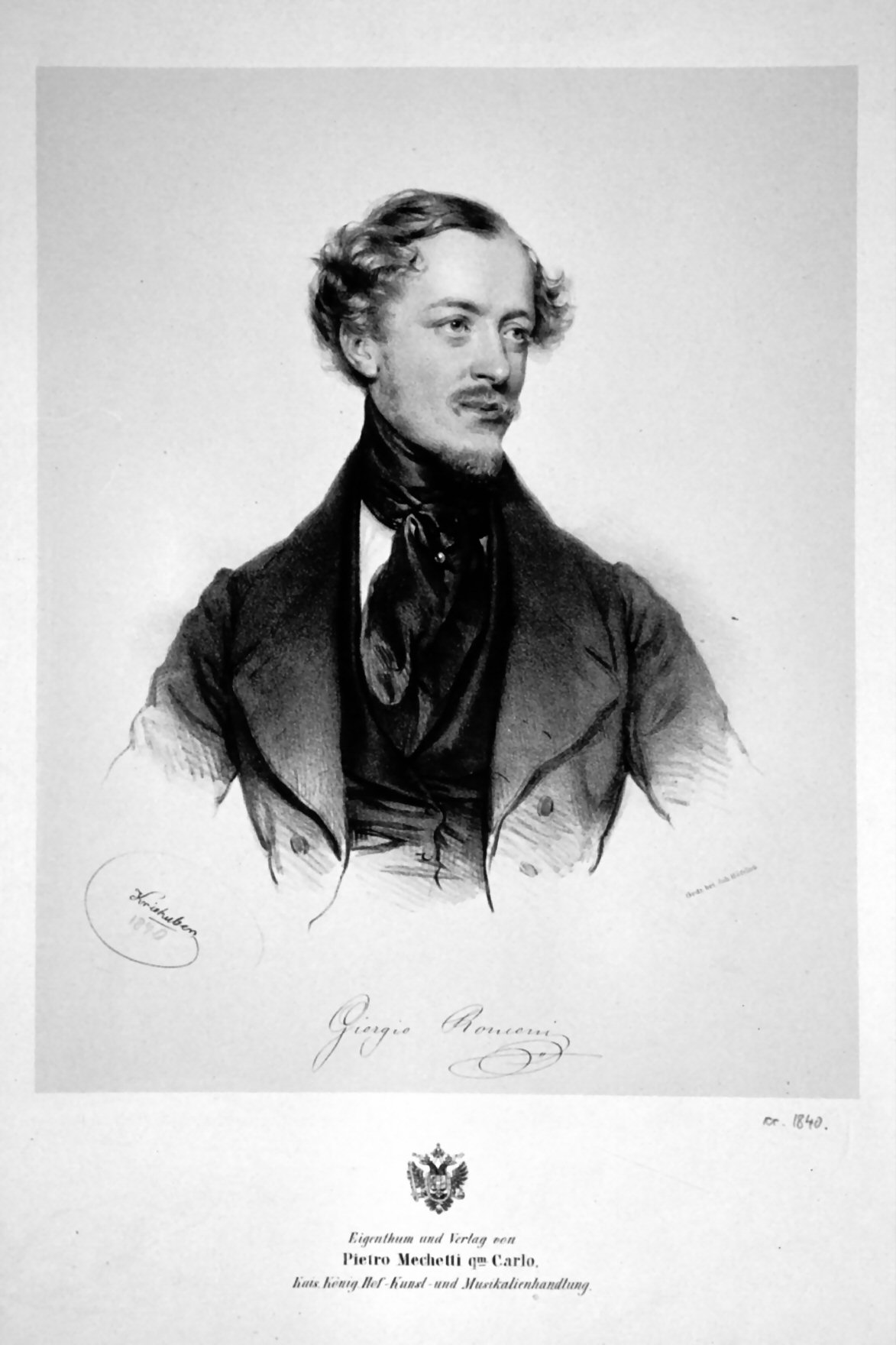
Giorgio Ronconi, der erste Corrado
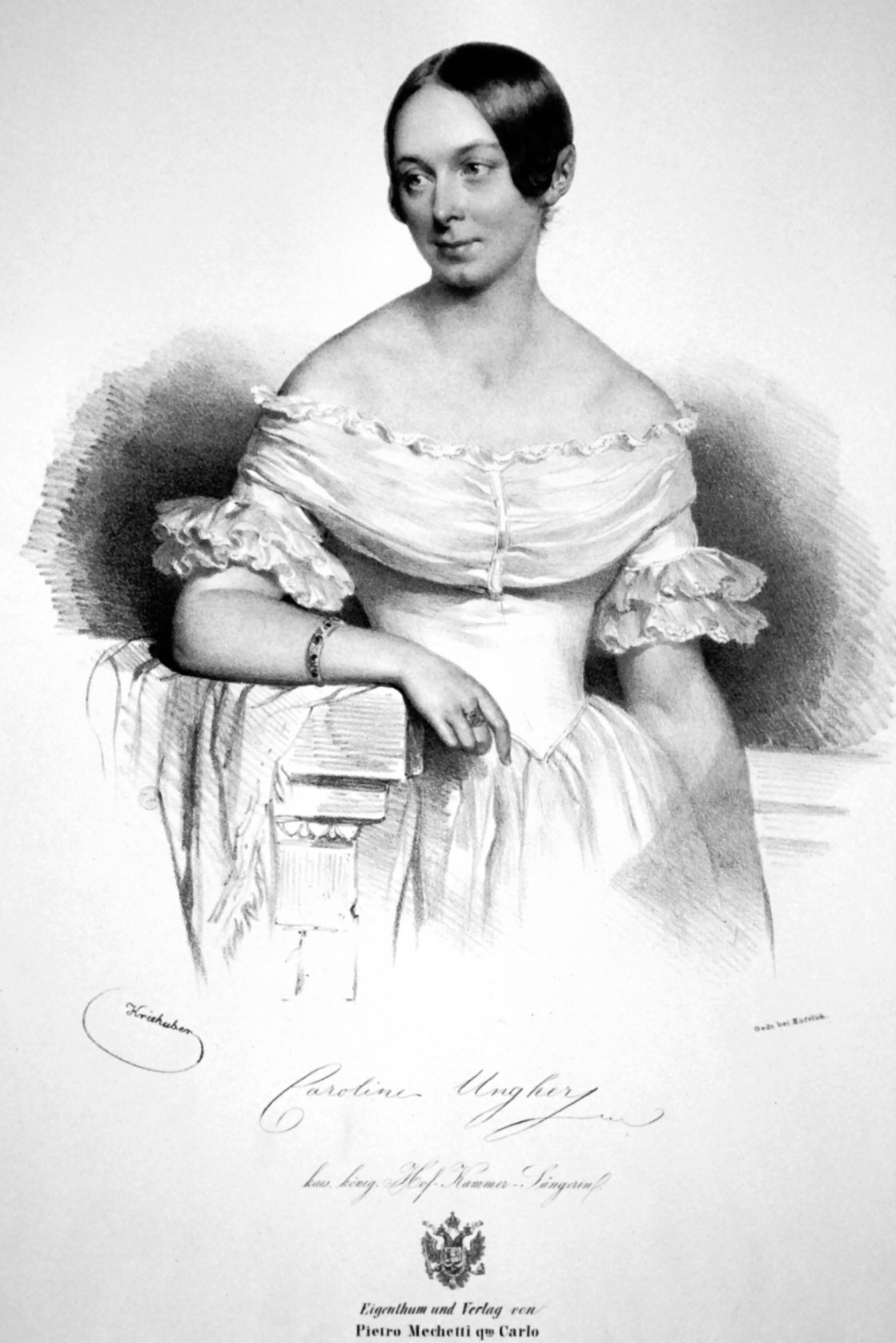
Caroline Unger, die erste Maria
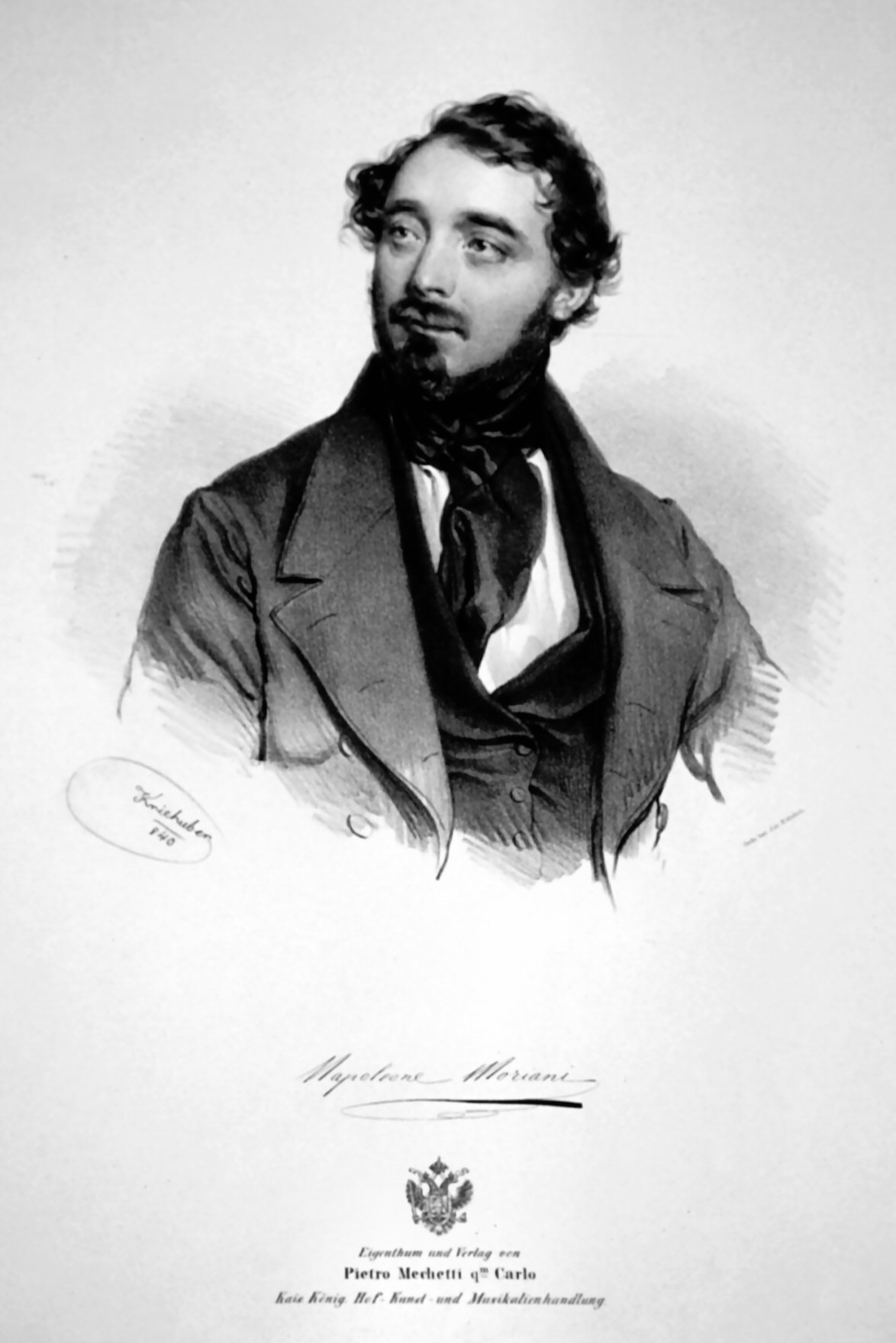
Napoleone Moriani, der erste Enrico

Die Premiere war – vor allem wegen der düsteren, beinahe absurden und von vielen als abstoßend empfundenen Handlung – ein regelrechtes Desaster und schon nach der zweiten oder dritten Aufführung wurde das Werk vom Spielplan genommen und durch Parisina ersetzt. Die bis dahin mit Donizetti befreundete Unger war so enttäuscht, dass sie in der Folge den Kontakt zu ihm abbrach.

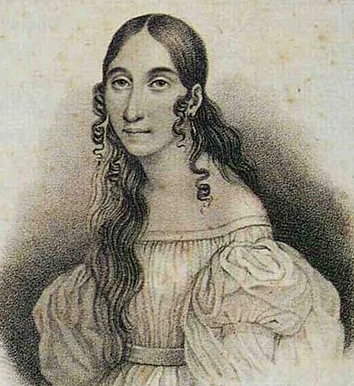
Giuseppina Strepponi

Trotzdem verschwand die Oper nicht völlig in der Versenkung. Besonders Giuseppina Strepponi setzte sich für sie ein und sang die Titelrolle zwischen Juli 1837 und 1841 in fünf verschiedenen italienischen Theatern, jedes Mal neben Giorgio Ronconi als Corrado. 1841 wurde das Werk bei Wiederaufführungen am Teatro Valle in Rom mit Marietta Albini aufgrund hervorragender sängerischer Leistungen ebenfalls positiver beurteilt. Auch Teresa Brambilla hatte 1843 am römischen Teatro Apollo viel Erfolg als Maria de Rudenz. Die Oper wurde in den folgenden Jahrzehnten durchaus auch an einigen Theatern außerhalb Italiens gezeigt, auf der iberischen Halbinsel, sowie in Rio de Janeiro (1851) und Buenos Aires (1854). Aber an den bedeutendsten europäischen Opernhäusern – Paris, London und Wien – kam sie nie auf die Bühne. Die letzten Aufführungen der Oper im 19. Jahrhundert fanden Laut Commons 1867 in Senigallia und 1870 in Macerata statt.
Im 20. und zu Beginn des 21. Jahrhunderts wurde die Oper vereinzelt wieder aufgeführt, zuerst am 27. Oktober 1974 in einer Konzertaufführung durch Opera Rara mit Ludmilla Andrew (Maria) und Christian du Plessis (Corrado).

## Diskographie
- 1974: mit Ludmilla Andrew, Merril Jenkins, Christian du Plessis, Richard Greager, Dirigent: Alun Francis
- 1981: mit Katia Ricciarelli, Silvia Baleani, Leo Nucci, Alberto Cupido u. a., Dirigent: Eliahu Inbal
- 1997: mit Nelly Miricioiu, Regina Nathan, Robert McFarland, Bruce Ford, Matthew Hargreaves u. a., Dirigent: David Parry (Opera Rara: ORC 16; 1997)